# トーキョー・シック
「トーキョー・シック」は、佐野元春と雪村いづみのコラボレーション・アルバム。2014年2月12日に、JVCケンウッド・ビクターエンタテインメントから発売された。

## 概要
このアルバムの発売経緯は、2012年に佐野が活動60周年の雪村を迎え「トーキョー・シック」を制作、配信シングルとしてリリースしたこと・後にビルボード・ライヴ東京でライヴを行なった、それぞれのプロダクツを１つの作品としてパッケージすることであった。本作は、1CD＋1DVD＋52頁ブックレットを3面デジパックと、特製ケースに収納している。CDは表題曲「トーキョー・シック」と「もう憎しみはない」を雪村とデュエットで歌唱。佐野は他に1991年「Slow Songs」以来の前田憲男と共演し、彼のアレンジで2曲「こんな素敵な日には」「Bye Bye Handy Love」を再録した。付属のDVDにはレコーディングドキュメントとライヴ映像が合わせて30分間収録されている。

## 収録曲

### Disc 1 CD
全作詞・作曲：佐野元春　編曲：前田憲男
１/２/５/６　佐野元春＆雪村いづみ
3/4         佐野元春
1. トーキョー・シック
2. もう憎しみはない
3. こんな素敵な日には
4. Bye Bye Handy Love
5. トーキョー・シック (MONO)
6. トーキョー・シック (LIVE)

### Disc 2 DVD
＜レコーディングドキュメント＆ミュージッククリップ＞
　       （at アバコクリエイティブスタジオ 2012.4.18）
1. もう憎しみはない（レコーディングドキュメント）
2. もう憎しみはない（ミュージッククリップ）
3. こんな素敵な日には（レコーディングドキュメント）
4. こんな素敵な日には（ミュージッククリップ）
5. Bye Bye Handy Love（ミュージッククリップ）
6. トーキョー・シック（レコーディングドキュメント）
7. トーキョー・シック（ミュージッククリップ）

        ＜ビルボードLive TOKYOライブ収録映像＞（2012.5.10）
1. LOVE
2. トーキョー・シック
3. 恋人になって
4. ケ・セラ・セラ